# Piuratapuittiran
De piuratapuittiran (Ochthoeca piurae) is een zangvogel uit de familie Tyrannidae (tirannen).

## Verspreiding en leefgebied
Deze soort is endemisch in noordwestelijk Peru.

## Status
De grootte van de populatie is niet gekwantificeerd maar de soort wordt omschreven als schaars tot zeldzaam en plaatselijk. Op de Rode lijst van de IUCN heeft deze soort de status niet bedreigd.